# 科伊納雷岩
62°29′33″S 60°20′27″W / 62.49250°S 60.34083°W
科伊納雷岩（Koynare Rocks），是南極洲的岩石，它位於南設得蘭群島的利文斯頓島北部，處於西丁斯角東北面7.5公里、貝茲梅爾角西北面5.3公里、米拉迪諾維島群以南1.4公里，現時由南極條約體系管理。